# Interstate 55
Interstate 55 eller I-55 är en väg, Interstate Highway, i USA. Den börjar i Laplace, Louisiana som ligger 40 km väser om New Orleans och slutar i Chicago.

## Delstater som vägen går igenom
- Louisiana
- Mississippi
- Tennessee
- Arkansas
- Missouri
- Illinois